# François Bayrou
François Bayrou (Bordères, Pyrénées-Atlantiques, 1951. május 25. –) francia centrista politikus, 2024 decemberétől az ország miniszterelnöke.

## Élete
François Bayrou a Bordères nevű kis francia faluban született, mely Pau és Lourdes között fekszik. Apja Calixte Bayrou földműves és néhány évig polgármester, anyja Emma Sarthou. Ő volt a legidősebb fiú a családban. Középiskolai tanulmányait Pay-ban kezdte, majd Bordeaux-ban folytatta. Hat gyermeke született az első és egyetlen házasságából. A felesége, Élisabeth "Babette" még csak 19 éves volt, mikor összeházasodtak.
2007 elején a család még mindig azon a kisbirtokon élt, ahol Bayrou született. Irodalmat tanult és 23 éves korára elérte a agrégation szintet, ami a legmagasabb megszerezhető fokozat a tanári pályán Franciaországban. Ekkortájt halt meg apja, leesett a szénásszekérről. Több tucat történelmi és politikai könyv írója, közülük a legismertebb IV. Henrik francia királlyal foglalkozik. Hobbija a lótenyésztés. Bár hívő és gyakorló katolikus, feltétlen támogatója Franciaországban a laicitásnak.

## Politikai karrierje
Az Unió a Demokratikus Franciaországért (Union pour la démocratie française, UDF) elnöke volt. Többször volt a francia nemzetgyűlés képviselője (1986-1993, 1997-1999, 2002-től napjainkig). Oktatási miniszterként  dolgozott 1993 és 1997 között Édouard Balladur és Alain Juppé kormányában. 1999-2002 között képviselő volt Európai Parlamentben.
A 2002-es, a 2007-es és a 2012-es elnökválasztás egyik jelöltje volt. Az UDF Jacques Chirac második elnöki periódusa alatt fokozatosan eltávolodott a hagyományos jobboldaltól. A 2007-es választásokon a szavazatok 18,6%-át szerezte meg, ezzel a harmadik lett. Ezután megalapította a Demokratikus Mozgalom (Mouvement démocrate, MoDem) pártot. A párt célja az államadósság csökkentése és a kvázi-kétpárti francia politikai rendszer megszüntetése.